# Leapmotor C10
La Leapmotor C10 est un SUV électrique ou hybride du constructeur automobile chinois Leapmotor produite à partir 2023.

## Présentation
La Leapmotor C10 est présentée au salon de l'automobile de Munich le 5 septembre 2023 puis au salon de l'automobile de Guangzhou en Chine le 17 novembre 2023.
Le pongiste Alexis Lebrun en est l'ambassadeur en France.

## Caractéristiques techniques

### Motorisations
Le SUV C10 est disponible en version électrique ou hybride rechargeable série, avec prolongateur d'autonomie essence 1.5 L, sans aucune liaison mécanique entre le moteur essence et les roues motrices. La version électrique est dotée d'un moteur de 170 kW placé sur l'essieu arrière alimenté par une batterie lithium-fer-phosphate, fabriquée par CALB, d'une capacité de 69,9 kWh pour une autonomie est de 530 km, quant la version hybride rechargeable reçoit une batterie d'une capacité de 28,4 kWh autorisant une autonomie de 140 km qui se recharge avec le moteur thermique en prolongateur d'autonomie.
Électrique
|                                               | Caractéristiques techniques          |
| C10                                           |                                      |
| --------------------------------------------- | ------------------------------------ |
| Puissance moteur (kW)                         | 170                                  |
| Puissance maximale (ch)                       | 218                                  |
| Couple maximal (N m)                          | 320                                  |
| Vitesse maximale (km/h)                       | 170                                  |
| 0-100 km/h (s)                                | 7,3                                  |
| Transmission                                  | Propulsion                           |
| Masse à vide (kg)                             | 1980                                 |
| Norme environnementale                        | Euro 6d-Temp                         |
| Batterie                                      |                                      |
| Type                                          | batterie lithium-fer-phosphate (LFP) |
| Capacité brute (kWh)                          | 69,9                                 |
| Capacité nette (kWh)                          |                                      |
| Autonomie (WLTP) (km)                         | 424                                  |
| Consommation mixte (kWh/100 km)               | 15,4                                 |
| Poids (kg)                                    |                                      |
| Puissance maximale de charge                  |                                      |
| en courant alternatif monophasé (AC) (kW)     | 6,6                                  |
| en courant alternatif triphasé (AC) (kW)      | 6,6                                  |
| en courant continu (DC) (kW)                  | 84                                   |
| Temps de recharge                             |                                      |
| sur une prise Wallbox 3,7 kW (AC) (0 à 100 %) |                                      |
| sur une borne 11 kW (AC) (0 à 100 %)          |                                      |
| sur une borne 100 kW (DC) (30 à 80 %)         | 30 minutes (84 kW max)               |
| Type de prise                                 | Combo CCS                            |

## Finitions

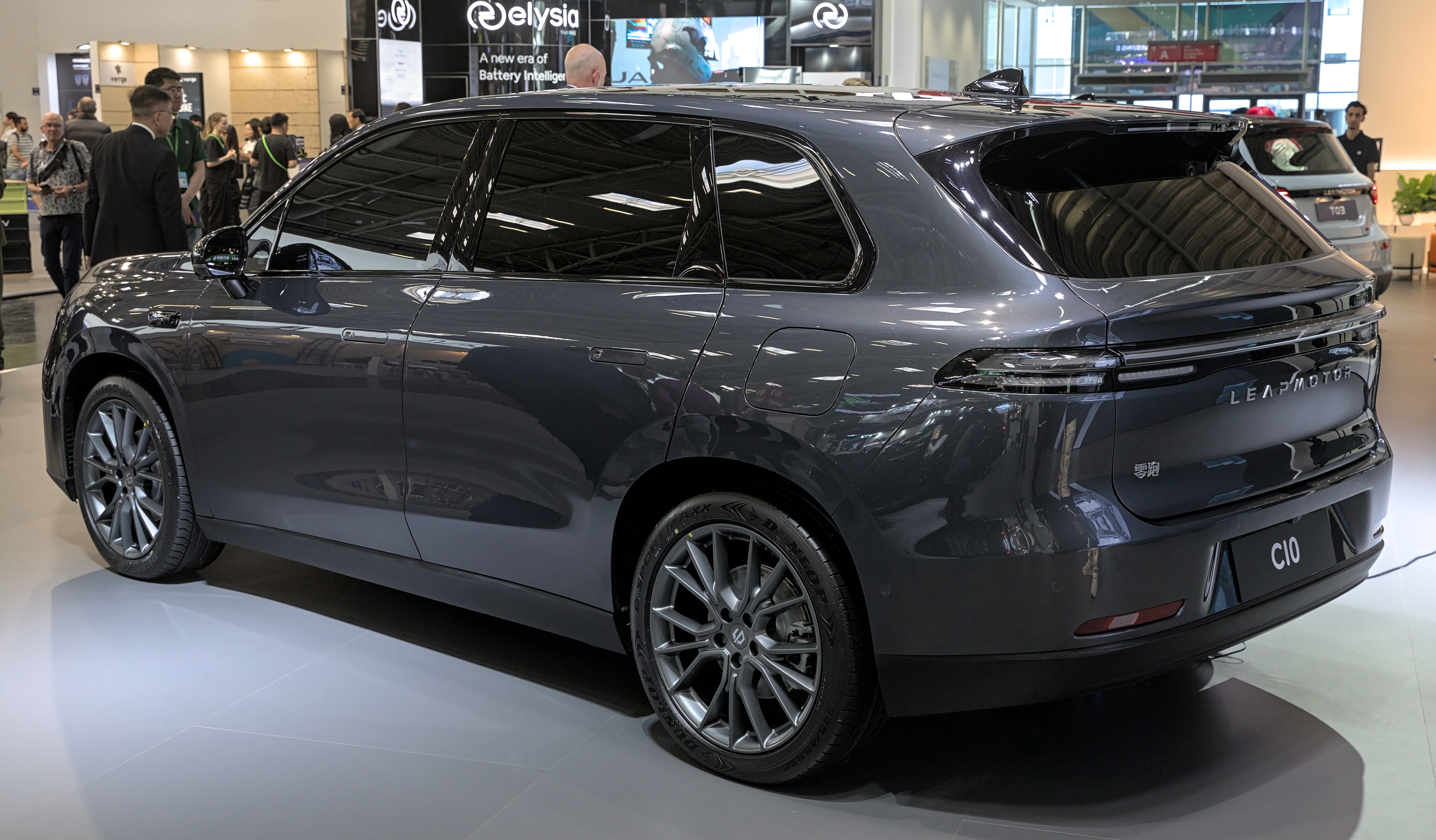
Vue arrière

- Style[8]
- Design

Couleurs
- Canopy Grey ;
- Pearly White ;
- Tundra Grey ;
- Glazed Green ;
- Metallic Black[9].